# Idscke Popke Sathe

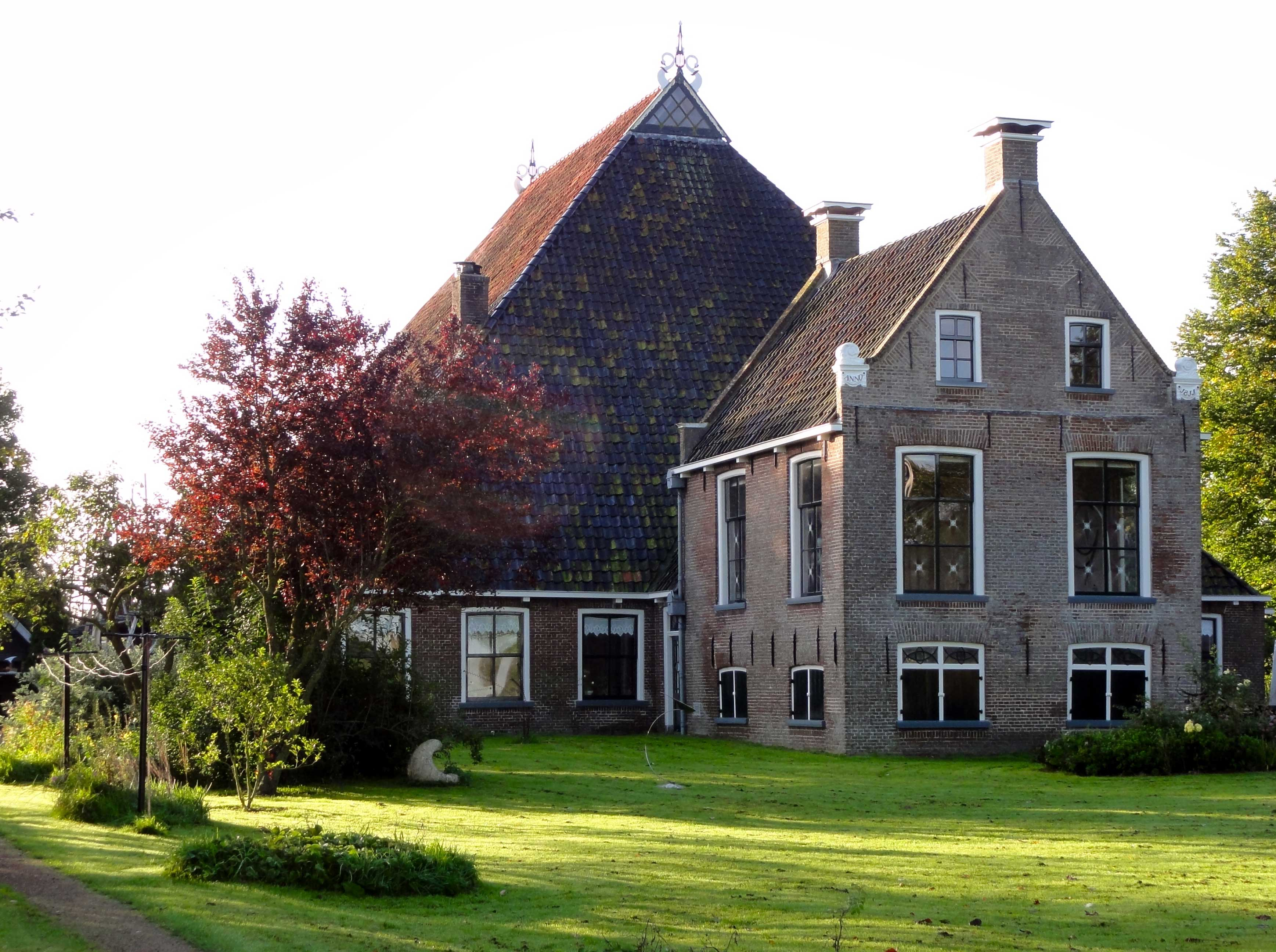
De Idscke Popke Sathe in Harich anno 2011

De Idscke Popke Sathe is een monumentaal gebouw aan de Lorbuorren in Harich in de Nederlandse provincie Friesland. De boerderij is genoemd naar de eigenaar van de boerderij de koopman Idske Poppes (1791-1863).

## Beschrijving

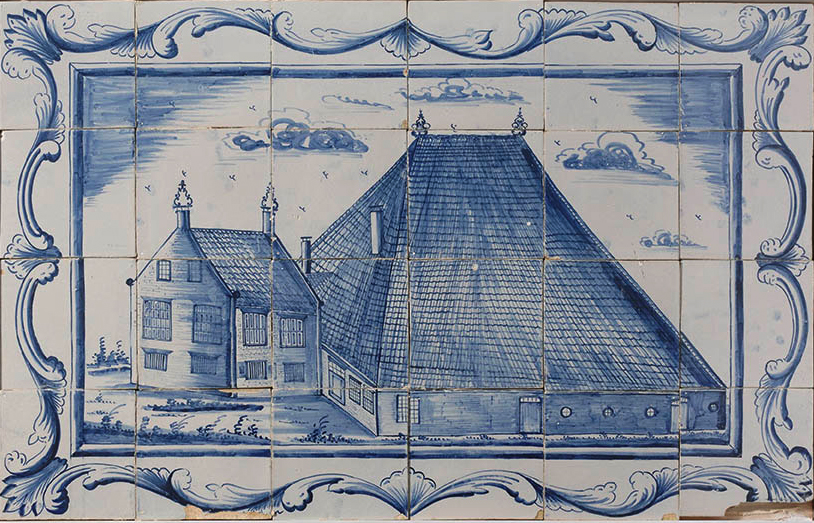
Tegeltableau van de Idscke Popke Sathe uit 1811

De monumentale Idscke Popke Sathe is een boerderij van het kop-hals-romptype. Het voorhuis - de kop - is geheel onderkelderd door een melkkelder. De natuurstenen aanzetkrullen in de voorgevel bevatten de teksten "ANNO" en "1811". In het interieur van het voorhuis zijn betimmeringen in de Lodewijk XVI-stijl aangebracht. In de woning bevinden of bevonden zich enkele tegeltableaus met voorstellingen van het boerendrijf, waaronder één met de afbeelding van de boerderij. Het boerderijgedeelte - de romp - heeft twee oeleborden met zwanen ter weerszijden van een makelaar in de vorm van een harp. De boerderij is erkend als rijksmonument.